# 小維爾瓦河
小維爾瓦河（烏克蘭語：Мала Вирва），是烏克蘭西部的河流，屬於維戈爾河的右支流。該河流經利維夫州的桑比爾區，河道全長10公里，流域面積42平方公里。